# 15977 Pyraechmes
15977 Pyraechmes è un asteroide troiano di Giove del campo troiano. Scoperto nel 1998, presenta un'orbita caratterizzata da un semiasse maggiore pari a 5,167735 UA e da un'eccentricità di 0,048714, inclinata di 17,359069° rispetto all'eclittica. Ha un diametro di 43,530 km, un periodo di rotazione di 250,0 ore e un'albedo di 0,071.
È dedicato a Piraicme, capo dei Peoni, alleati dei Troiani durante la guerra di Troia.